# 劉聰 (成化戊戌進士)
劉聰，字守愚，江西宜春縣人，直隸薊州衛軍籍，明朝政治人物。成化戊戌進士。官至宣府巡撫。

## 生平
早年出身國子生，中式順天府鄉試第五名舉人。成化十四年（1478年）戊戌科進士。選兵科給事中，丁憂去職。弘治二年（1489年）服闕，改刑科。同年，陞兵科都給事中。弘治四年（1491年），陞湖廣右參政。再遭丁憂。弘治八年（1495年）服闕，改山東。次年，升右布政使。弘治十四年（1501年）轉左布政使。同年以都察院右副都御史，巡撫宣府。弘治十七年（1504年）因事下獄，降湖廣布政司參政，隨即以朝覲考察去職，冠帶閒任。

## 家族
曾祖劉德成。祖父劉真。父劉能。